# Тристана
„Тристана“ (на испански: Tristana) е испански филм на режисьора Луис Бунюел от 1970.  Сюжетът се основава на едноименния роман на Бенито Перес Галдос, а главните роли се изпълняват от Катрин Деньов и Фернандо Рей. Снимките са направени в Мадрид и Толедо.

## Сюжет
Тристана е осиротяло момиче, което се установява в Толедо в дома на своя осиновител дон Лопе, стар любовчия и либерал. Постепенно тя става за него не само дъщеря, но и любовница и в крайна сметка съпруга. Отегчена от живота си с него, тя се влюбва в младия художник Хорацио. След конфликт между Хорацио и дон Лопе, Хорацио напусна града придружен от Тристана.
Втората част на филма е далеч от сюжета на романа. Няколко години по-късно сериозно болната Тристана се завръща в града. Налага се ампутация на единия ѝ крак и тя се оказва затворник в къщата на дон Лопе, лудо влюбен в нея. Когато дон Лопе получава голямо наследство след смъртта на сестра му, Тристана се съгласява да легализира връзката им и се омъжва за него, след което тя хладнокръвно отнема живота на стария човек (отказвайки да се обади на лекар и отваря прозореца на стаята му през зимата в смъртоносния час за съпруга си).
По време на филма се забелязва как постепенно Тристана и Дон Лопе сменят местата: старият и закоравял Дон Лопе се превръща във въплъщение на сърдечната и чиста любов, а зад началния невинен ангел Тристана се открива като цинично чудовище.

## В ролите
| Изпълнител      | Роля      |
| --------------- | --------- |
| Катрин Деньов   | Тристана  |
| Фернандо Рей    | Дон Лопе  |
| Франко Неро     | Хорацио   |
| Лола Гаос       | Сатурна   |
| Антонио Касас   | Дон Косме |
| Хесус Фернандес | Сатурно   |

## Награди и номинации
- 1971 – номинация за Оскар за най-добър неанглоезичен филм.